# Darwinismus

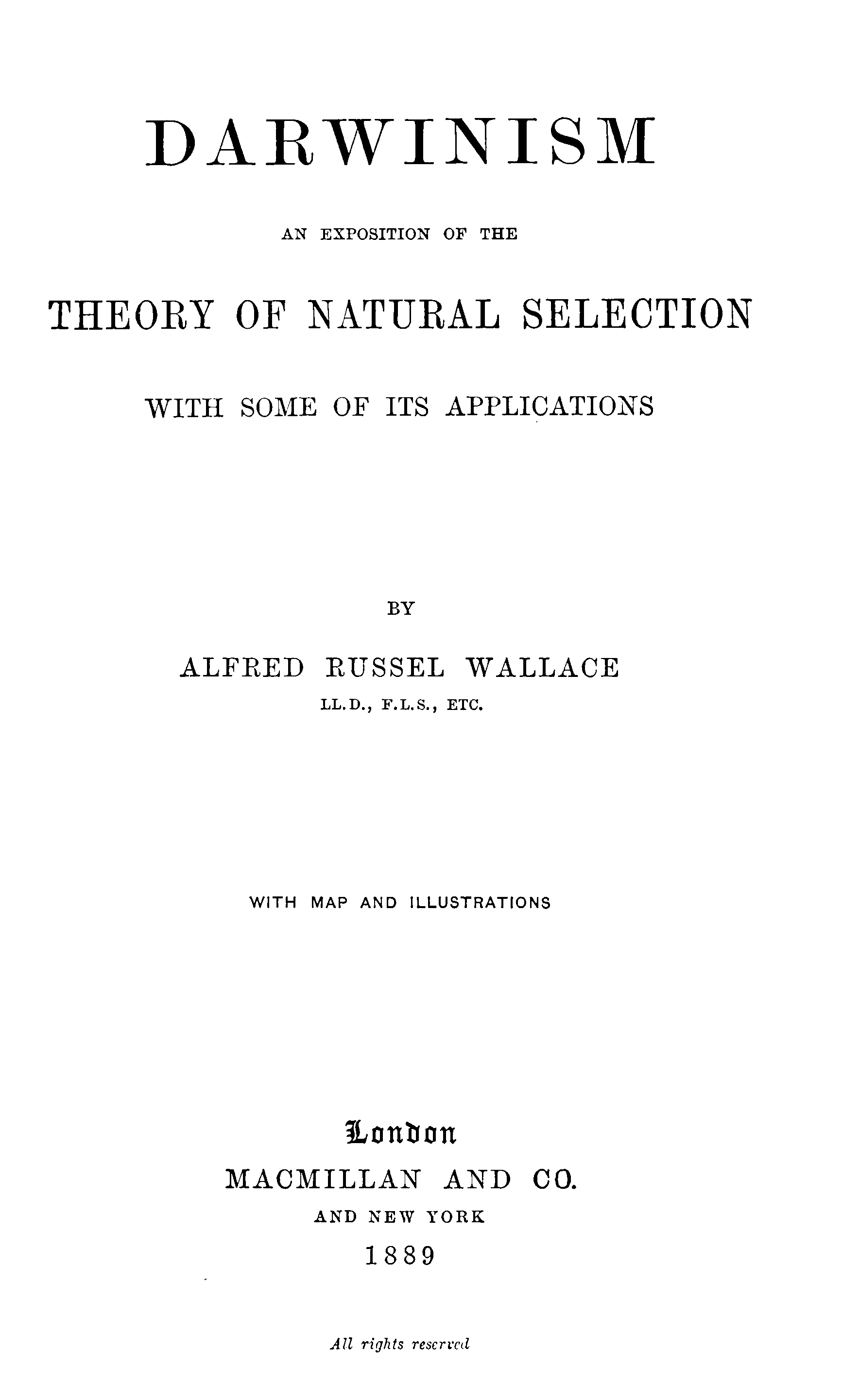
Alfred Russel Wallace: Darwinism. An exposition of the theory of natural selection with some of its applications (1889)

Als Darwinismus bezeichnet man die Erklärung der Artentransformation (Evolution) von Charles Darwin, wobei insbesondere die natürliche Auslese, d. h. das Selektionsprinzip, im Vordergrund steht. Daneben wird der Begriff auch in der Bedeutung des universellen Darwinismus verwendet, einer Generaltheorie der Evolutionsmechanismen, die besagt, dass in beliebigem Rahmen (d. h. auch außerhalb der Biologie) bei Vorhandensein von Variabilität und einem Selektionsdruck Evolution stattfinden kann.
Im 19. Jahrhundert war Darwinismus auch ein gebräuchlicher Oberbegriff für mehrere Theorien und Konzepte aus der Biologie, der Philosophie und den Gesellschaftswissenschaften. Die Bezeichnung Darwinismus wird oft abwertend von Gegnern, u. a. Kreationisten, gebraucht. Deshalb, aber vor allem weil es sich nicht um einen „-ismus“ im Sinne einer Ideologie, sondern um ein von Darwin und Alfred Russel Wallace erkanntes Naturprinzip handelt, wird diese Bezeichnung heute von vielen Evolutionsbiologen abgelehnt. Der Begriff Darwinismus wurde im April 1860 von Thomas Henry Huxley populär gemacht, als er im Westminster Journal Darwins On the Origin of Species besprach.

## Evolutionstheorien
Die Evolution wurde bereits im 19. Jahrhundert als Tatsache akzeptiert. Verschiedene Theorien erklären die Entstehung, die Entwicklung und die Vielfalt der Lebewesen auf natürliche, d. h. physikalisch-chemische Weise. Grundsätzlich wird der Begriff Darwinismus verwendet, um den Inhalt von Darwins Origin of Species von anderen Evolutionstheorien zu unterscheiden, beispielsweise von dem nach Lamarck benannten Lamarckismus. Die Darwin’sche Theorie basiert auf der Vererbung, der Variabilität und der natürlichen Auslese (Selektion). In diesem Zusammenhang wird der Begriff Darwinismus auch manchmal verwendet, um den Aspekt der natürlichen Selektion besonders zu betonen, der von Darwin und Wallace erstmals beschrieben wurde und den entscheidenden Unterschied zu anderen, diskreditierten Evolutionstheorien bildet, wie Lamarckismus oder Mutationismus, die nur noch von historischer Bedeutung sind.
Weiterhin wird die u. a. von Wallace verbreitete Bezeichnung Darwinismus benutzt, um die Rolle von Charles Darwin als Vordenker und Pionier der Evolutionsforschung hervorzuheben, oder auch um eine Abgrenzung von nicht durch Darwin einbezogene Evolutionsmechanismen vorzunehmen, wie Gendrift und Genfluss, die in der modernen Synthese (synthetische Evolutionstheorie) unter anderen Aspekten neu eingeführt wurden. Oft wird in diesem Zusammenhang von Neodarwinismus gesprochen, ein auf August Weismann zurückgehendes Theoriesystem, das eine Übergangsform zwischen der Darwin’schen und der Synthetischen Theorie darstellt: Dabei war die Vererbung über Chromosomen bereits einbezogen, noch nicht jedoch die Populationsgenetik. Diese Disziplin wurde von Theodosius Dobzhansky begründet und in die Evolutionsbiologie integriert. Durch die Weiterentwicklungen innerhalb der Biologie hat der Darwinismus (im Sinne der Darwin-Wallace’schen Selektionstheorie) heute im Wesentlichen nur noch historische Bedeutung.
Der Begriff des Darwinismus wird von Kreationisten bzw. Gegnern der Evolutionsbiologie als eine eher abschätzige Bezeichnung für die Evolutionswissenschaften im Allgemeinen sowie naturalistischer Evolutionstheorien im Speziellen verwendet. Sie sprechen dabei von Evolution in der Rolle eines -ismus – einer Lehre bzw. eines Glaubens –, um darauf aufbauend die Gleichbehandlung von Glaubensauffassungen, wie dem Kreationismus oder dem Intelligent Design, zu fordern. Im gleichen Kontext wird oft auch die abfällige Bezeichnung Evolutionismus benutzt; dieser Begriff hat aber in der Ethnologie eine andere Bedeutung.

## Darwinismus im 19. Jahrhundert
In den Jahrzehnten nach dem Erscheinen von Darwins Origin of Species by Means of Natural Selection, or the Preservation of Favoured Races in the Struggle for Life (Deutsch: Über die Entstehung der Arten durch natürliche Zuchtwahl oder die Erhaltung der begünstigten Rassen im Kampfe ums Dasein) (1859) stand Darwinismus für eine ganze Bandbreite von auf Evolution basierenden (und damals z. T. revolutionären) Philosophien sowohl in der Biologie als auch in den Gesellschaftswissenschaften. Einer der prominenteren Ansätze wurde vom Philosophen Herbert Spencer in dem Schlüsselsatz Survival of the Fittest (dt.: Überleben des am besten Angepassten) zusammengefasst. Dieser wurde später als Sinnbild für den Darwinismus verwendet, obwohl Spencers eigenes Verständnis von Evolution mehr dem von Lamarck als dem von Darwin entsprach. Was heutzutage als Sozialdarwinismus bezeichnet wird, war damals im Begriff des Darwinismus enthalten – die Anwendung der Darwin’schen Prinzipien des Überlebenskampfs auf die Gesellschaft, für gewöhnlich zugunsten von anti-philanthropischen politischen Strömungen. Dabei wurde Darwins Begriff der besten Anpassung oft als die Überlegenheit des Stärkeren und der Kampf ums Dasein als gewalttätiger Krieg um das Überleben missverstanden. Eine andere Interpretation vertrat insbesondere Darwins Vetter Francis Galton. Er glaubte an eine vordergründige Gefahr, dass in einer Zivilisation die natürliche Selektion nicht mehr funktionieren würde und dass überlegene Menschenrassen deshalb von unterlegenen Rassen (die sonst ausgefiltert würden) überflutet werden könnten. Er hielt Gegenmaßnahmen für notwendig – die Grundlage der Eugenik.
Zu Lebzeiten Darwins gab es keine klare Definition des Darwinismus-Begriffs. Er wurde von Anhängern wie Gegnern von Darwins Theoriensystem gleichsam in jeder beliebigen Bedeutung verwendet, die in den größeren Kontext passte.

## Universeller Darwinismus
Der „Universelle Darwinismus“ (manchmal auch universale Selektionstheorie, oder Darwinistische Metaphysik genannt) bezeichnet die insbesondere von Richard Dawkins und Daniel Dennett formulierte Verallgemeinerung des Darwinismus auf Gebiete, auch außerhalb der Biologie. Dabei wird folgendes Schema genutzt:
1. Reproduktion/Vererbung: Eine Anzahl von Einheiten, sogenannte Replikatoren, müssen fähig sein, Kopien von sich selbst anzufertigen oder andere Einheiten zu veranlassen, entsprechende Kopien zu erzeugen. Die Kopien müssen ebenfalls reproduktionsfähig sein und müssen Eigenschaften erben. Dabei werden verschiedene Variationen rekombiniert.
2. Variation: Es muss eine Bandbreite von verschiedenen Merkmalen in der Population der Einheiten gegeben sein. Es muss einen Mechanismus geben, der neue Variationen in die Population einführt. Diese Varianten können zum Beispiel durch ungenaue Replikation entstehen.
3. Selektion: Vererbte Merkmale müssen (auf längere Sicht gesehen) die Reproduktionsfähigkeit der Einheiten beeinflussen, entweder durch Überlebensfähigkeit (natürliche Selektion) oder die Fähigkeit, für die Reproduktion notwendige Partner zu finden (sexuelle Selektion). Die Überlebensfähigkeit kann sich dabei auf die konkrete Umgebung beziehen, einschließlich anderer entsprechender Systeme. Selektionsursachen können zum Beispiel Ressourcenknappheit oder die Möglichkeit zu Kooperation sein.

Wenn ein Replikant (Erbe) der Einheit oder des Organismus bis zur weiteren Reproduktionsstufe überlebt, beginnt der Prozess von neuem. Im anderen Fall kann er seine Eigenschaften nicht an die kommende Generation weitergeben. Bei engeren Formulierungen wird manchmal zusätzlich verlangt, dass Variation und Selektion auf verschiedene Einheiten wirken, Variation beim Genotyp und Selektion beim Phänotyp.
Das Konzept des universellen Darwinismus geht nun davon aus, dass bei jedem System mit diesen Bedingungen Evolution stattfinden wird, ganz gleich in welchem konkreten Rahmen. Das heißt, dass sich bei den Einheiten mit der Zeit komplexe Eigenschaften herausbilden, die ihre Reproduktion begünstigen, während in jeder Generation auch ein Teil verdrängt wird (d. h. ausstirbt). Teilweise können Eigenschaften auch an Komplexität verlieren, wenn der entsprechende Selektionsdruck nachlässt oder sich eine weniger komplexe Eigenschaft als vorteilhafter durchsetzt. Der Universelle Darwinismus sagt für die Entwicklung keine Zielrichtung voraus.
Ganz offensichtlich kann sich dies auf die biologische Evolution beziehen. Es gibt jedoch auch andere potentielle Bereiche, wovon das Mem, das als Replikator wirkt, wohl am bekanntesten ist. Es ist ein Konzept der Weitergabe und Veränderung von Ideen, das von Richard Dawkins in seinem Buch Das egoistische Gen (1976) eingeführt wurde. Es ist jedoch umstritten, ob dies ein darwinischer Prozess ist, da es keine zwingenden Anzeichen dafür gibt, dass die bei den Memen stattfindenden Mutationen zufälliger Natur sind.

## Gegenposition

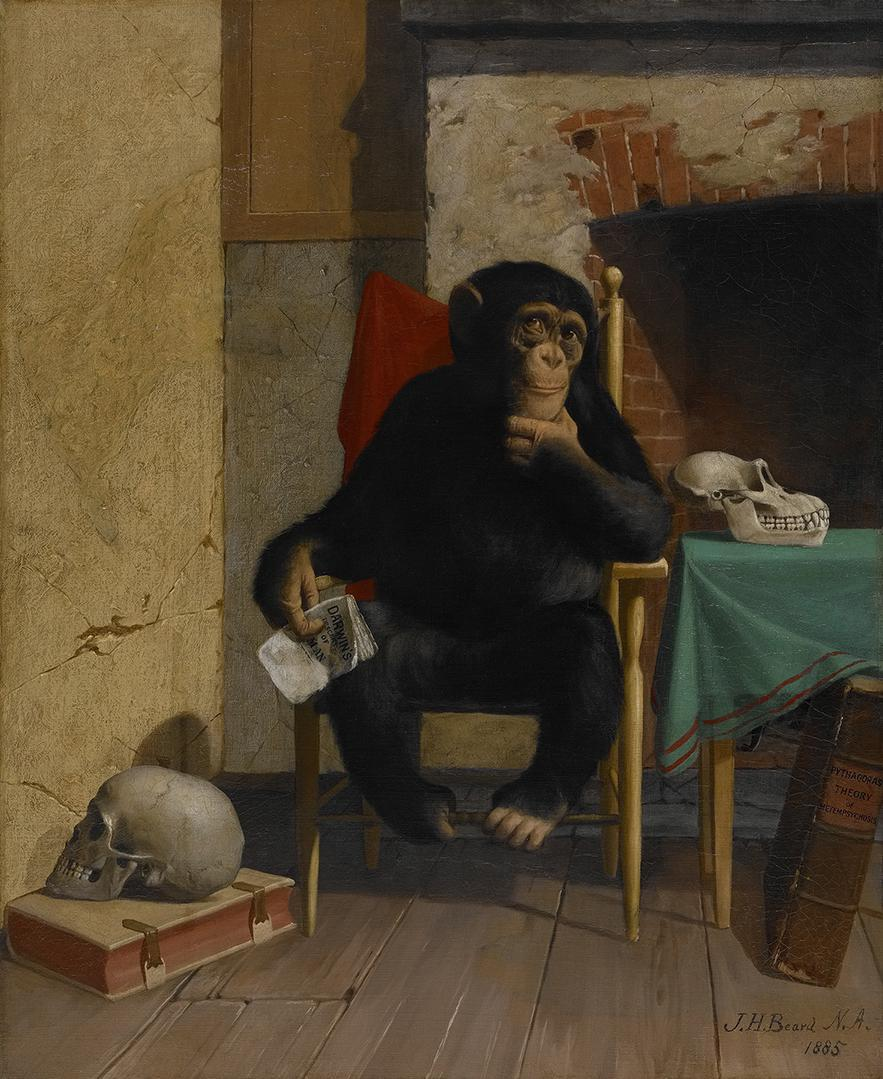
James Beard: Es ist schon recht schräg, nicht wahr? (It Is Very Queer, Isn’t It?), 1885, Crystal Bridges Museum of American Art

Rudolf Virchow kritisierte 1877 die schnelle öffentliche Verbreitung des Darwinismus und befürchtete, diese könne in der Arbeiterschaft als „wissenschaftliche Bestätigung des Sozialismus“ aufgefasst werden. Darwin widersprach dem scharf. Karl Marx und Friedrich Engels, die Darwins Schriften früh lasen und schätzten, kritisierten jedoch auch, dass Darwin mit der Hervorhebung des Selektionsdrucks und survival of the fittest Verhaltensmuster der „bürgerliche[n] Gesellschaft“ und der Bevölkerungsthese nach Malthus auf die Natur projiziert habe. Engels führte die Kritik später in der zeitlebens nie veröffentlichten Dialektik der Natur aus.
Oscar Hertwig nahm in seiner Schrift Zur Abwehr des ethischen, des sozialen, des politischen Darwinismus (1918) gegen diese die gesellschaftliche Entwicklungen massiv beeinflussenden Strömungen ausführlich Stellung. Hierbei bezog er sich primär auf die als Sozialdarwinismus bezeichnete politische Ideologie.

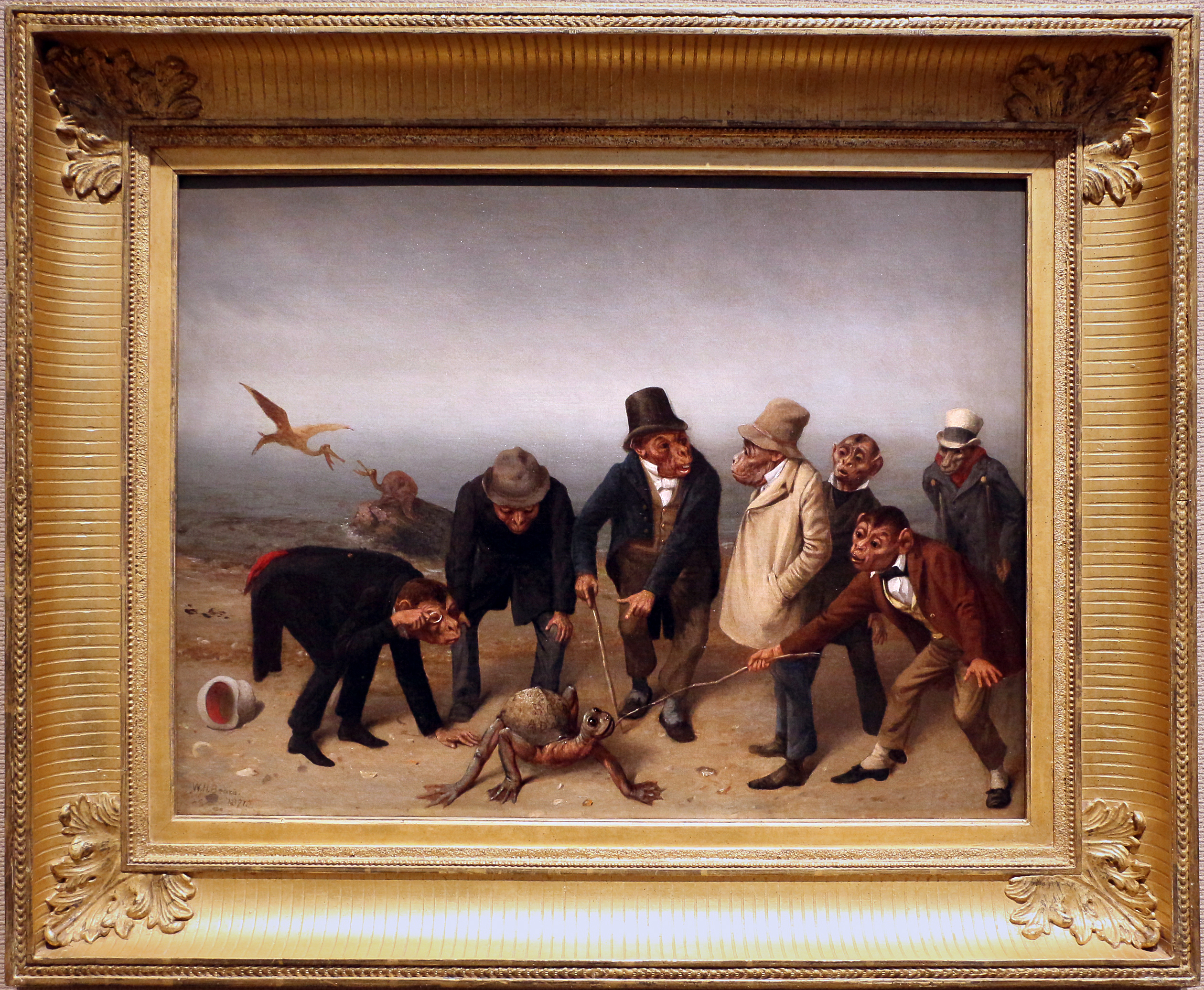
William Beard: Die Entdeckung Adams (The Discovery of Adam), 1891, Toledo Museum of Art